# Oceanisch kampioenschap voetbal 2000
De Oceania Nations Cup 2000 was de vijfde editie van de OFC Nations Cup, een voetbaltoernooi voor landen die aangesloten waren bij de OFC, de voetbalbond van Oceanië. In 1973 is het toernooi onder de naam Oceania Cup van start gegaan.
Alle wedstrijden werden in de hoofdstad Papeete van Tahiti (Frans-Polynesië) gespeeld. Het stadion dat daarvoor werd gebruikt heet Stade Pater.

## Deelnemende landen
| Land              | Aantal deelnames | Huidig aantal deelnames op rij | Vorige deelname | Kwalificatie          |
| ----------------- | ---------------- | ------------------------------ | --------------- | --------------------- |
| Australië         | 4e               | 4                              | 1998            | Direct geplaatst      |
| Cookeilanden      | 2e               | 2                              | 1998            | 2e Polynesië Cup 2000 |
| Nieuw-Zeeland (t) | 5e               | 5                              | 1998            | Direct geplaatst      |
| Salomonseilanden  | 3e               | 1                              | 1996            | 2e Melanesië Cup 2000 |
| Tahiti (g)        | 5e               | 5                              | 1998            | 1e Polynesië Cup 2000 |
| Vanuatu°          | 4e               | 2                              | 1998            | 3e Melanesië Cup 2000 |

(g) = gastland, (t) = titelverdediger
° Vanuatu verving de winnaar van de Melanesia Cup 2000 Fiji waar een staatsgreep gepleegd was

## Stadion
| Papeete            | · Papeete |
| ------------------ | --------- |
| Stade Pater        | · Papeete |
| Capaciteit: 15.000 | · Papeete |
|                    | · Papeete |

## Groepsfase

### Groep A
| Land             | Wed | Win | Gel | Ver | DV | DT | +/- | Pnt |
| ---------------- | --- | --- | --- | --- | -- | -- | --- | --- |
| Australië        | 2   | 2   | 0   | 0   | 23 | 0  | 23  | 6   |
| Salomonseilanden | 2   | 1   | 0   | 1   | 5  | 7  | –2  | 3   |
| Cookeilanden     | 2   | 0   | 0   | 2   | 1  | 22 | –21 | 0   |

|                                 | |                  |              |                                                                                  |
| 19 juni 2000 «onderlinge duels» | Australië | 17 – 0           | Cookeilanden | Stade Pater (Papeete, Tahiti) Toeschouwers: 1.000 Scheidsrechter: Ronan Leaustic |
| 19 juni 2000 «onderlinge duels» | Agostino 18' 68' Muscat 21' 45' (pen.) Tiatto 24' Foster 30' 42' 51' 80' Zdrilic 35' 65' Lazaridis 55' Popovic 60' Corica 70' Zane 82' 87' 89' | Wedstrijdverslag |              | Stade Pater (Papeete, Tahiti) Toeschouwers: 1.000 Scheidsrechter: Ronan Leaustic |

|                                 |                                                       |                  |              |                                                                                 |
| 21 juni 2000 «onderlinge duels» | Salomonseilanden                                      | 5 – 1            | Cookeilanden | Stade Pater (Papeete, Tahiti) Toeschouwers: 1.000 Scheidsrechter: Harry Attison |
| 21 juni 2000 «onderlinge duels» | Suri 33' Menapi 47' Samani 63' Omokirio 74' Kotto 88' | Wedstrijdverslag | Shepherd 55' | Stade Pater (Papeete, Tahiti) Toeschouwers: 1.000 Scheidsrechter: Harry Attison |

|                                 |                                                                                |                  |                  |                                                                                 |
| 23 juni 2000 «onderlinge duels» | Australië                                                                      | 6 – 0            | Salomonseilanden | Stade Pater (Papeete, Tahiti) Toeschouwers: 300 Scheidsrechter: Joakim Sosongan |
| 23 juni 2000 «onderlinge duels» | Chipperfield 6' Zane 13' 35' Omokirio 36' (e.d.) Muscat 39' (pen.) Cardozo 43' | Wedstrijdverslag |                  | Stade Pater (Papeete, Tahiti) Toeschouwers: 300 Scheidsrechter: Joakim Sosongan |

### Groep B
| Land          | Wed | Win | Gel | Ver | DV | DT | +/- | Pnt |
| ------------- | --- | --- | --- | --- | -- | -- | --- | --- |
| Nieuw-Zeeland | 2   | 2   | 0   | 0   | 5  | 1  | 4   | 6   |
| Vanuatu       | 2   | 1   | 0   | 1   | 4  | 5  | –1  | 3   |
| Tahiti        | 2   | 0   | 0   | 2   | 2  | 5  | –3  | 0   |

|                                 |                                         |       |        |                                                  |
| 19 juni 2000 «onderlinge duels» | Nieuw-Zeeland                           | 2 – 0 | Tahiti | Stade Pater (Papeete, Tahiti) Toeschouwers: 1000 |
| 19 juni 2000 «onderlinge duels» | Kris Bouckenooghe 27' Chris Jackson 78' |       |        | Stade Pater (Papeete, Tahiti) Toeschouwers: 1000 |

|                                 |                                         |       |                  |                               |
| 21 juni 2000 «onderlinge duels» | Nieuw-Zeeland                           | 3 – 1 | Vanuatu          | Stade Pater (Papeete, Tahiti) |
| 21 juni 2000 «onderlinge duels» | Chris Killen 47' 84' Jonathan Perry 56' |       | Richard Iwai 14' | Stade Pater (Papeete, Tahiti) |

|                                 |                                                  |       |                                               |                                                 |
| 22 juni 2000 «onderlinge duels» | Vanuatu                                          | 3 – 2 | Tahiti                                        | Stade Pater (Papeete, Tahiti) Toeschouwers: 500 |
| 22 juni 2000 «onderlinge duels» | Jimmy Ben 49' Richard Iwai 60' Georgina Tura 77' |       | Jean-Loup Rousseau 2' (pen.) Harold Amaru 87' | Stade Pater (Papeete, Tahiti) Toeschouwers: 500 |

## Knock-outfase
|  | halve finale      | halve finale      |   |                   | finale            | finale |
|  |                   |                   |   |                   |                   |        |
|  | 25 juni – Papeete |                   |   |                   |                   |        |
|  | Nieuw-Zeeland     | 2                 |   |                   |                   |        |
|  | Salomonseilanden  | 0                 |   |                   |                   |        |
|  |                   |                   |   |                   |                   |        |
|  |                   |                   |   |                   | 28 juni – Papeete |        |
|  |                   |                   |   |                   | Nieuw-Zeeland     | 0      |
|  |                   | Australië         | 2 |                   |                   |        |
|  |                   |                   |   |                   |                   |        |
|  |                   |                   |   |                   | derde plaats      |        |
|  | 25 juni – Papeete | 25 juni – Papeete |   | 28 juni – Papeete | 28 juni – Papeete |        |
|  | Australië         | 1                 |   | Salomonseilanden  | 2                 |        |
|  | Vanuatu           | 0                 |   |                   | Vanuatu           | 1      |

### Halve finale
|                                 |                        |       |         |                                                 |
| 25 juni 2000 «onderlinge duels» | Australië              | 1 – 0 | Vanuatu | Stade Pater (Papeete, Tahiti) Toeschouwers: 300 |
| 25 juni 2000 «onderlinge duels» | Kevin Muscat 5' (pen.) |       |         | Stade Pater (Papeete, Tahiti) Toeschouwers: 300 |

|                                 |                       |       |                  |                                                 |
| 25 juni 2000 «onderlinge duels» | Nieuw-Zeeland         | 2 – 0 | Salomonseilanden | Stade Pater (Papeete, Tahiti) Toeschouwers: 500 |
| 25 juni 2000 «onderlinge duels» | Simon Elliott 51' 55' |       |                  | Stade Pater (Papeete, Tahiti) Toeschouwers: 500 |

### Troostfinale
|                                 |                                               |       |               |                                                 |
| 28 juni 2000 «onderlinge duels» | Salomonseilanden                              | 2 – 1 | Vanuatu       | Stade Pater (Papeete, Tahiti) Toeschouwers: 300 |
| 28 juni 2000 «onderlinge duels» | Commins Menapi 53' Gideon Omokirio 69' (pen.) |       | Lexa Bibi 35' | Stade Pater (Papeete, Tahiti) Toeschouwers: 300 |

### Finale
|                                 |                                   |       |               |                                                 |
| 28 juni 2000 «onderlinge duels» | Australië                         | 2 – 0 | Nieuw-Zeeland | Stade Pater (Papeete, Tahiti) Toeschouwers: 300 |
| 28 juni 2000 «onderlinge duels» | Shaun Murphy 40' Craig Foster 66' |       |               | Stade Pater (Papeete, Tahiti) Toeschouwers: 300 |

| 2000 OFC Nations Cup |
| -------------------- |
|                      |
| AUSTRALIË (3e titel) |

## Doelpuntenmakers
5 doelpunten
- Clayton Zane
- Craig Foster

4 doelpunten
- Kevin Muscat

2 doelpunten
- David Zdrilic
- Paul Agostino
- Chris Killen

- Simon Elliott
- Commins Menapi

- Gideon Omokirio
- Richard Iwai

1 doelpunt
- Danny Tiatto
- Pablo Cardozo
- Scott Chipperfield
- Shaun Murphy
- Stan Lazaridis
- Steve Corica
- Tony Popovic

- Daniel Shepherd
- Chris Jackson
- Jonathan Perry
- Kris Bouckenooghe
- Batram Suri
- Henry Kotto

- Jack Samani
- Harold Amaru
- Jean-Loup Rousseau
- Georgina Tura
- Jimmy Ben
- Lexa Bibi

Eigen doelpunt
- Gideon Omokirio (Tegen Australië)

1973 · 1980 · 1996 · 1998 · 2000 · 2002 · 2004 · 2008 · 2012 · 2016 · 2020 · 2024